# 富山市立月岡中学校
富山市立月岡中学校（とやましりつ つきおかちゅうがっこう）は、富山県富山市にある市立中学校。

## 沿革
個別に出典が提示されていない箇所の出典→。
- 1947年
  - 4月17日 - 月岡、福沢、大庄学校組合立月岡中学校を富山市立月岡小学校に本校、富山市立福沢小学校、富山市立大庄小学校にそれぞれ分校を置いて開設。
  - 4月20日 - 校章を制定[3]。
- 1948年12月20日 - 現在地に移転。
- 1949年11月28日 - 運動場を拡張。
- 1955年
  - 4月1日 - 富南村大山町組合立月岡中学校となる。
  - 10月17日 - 体育館および音楽室が竣工。
- 1957年4月1日 - 富南村立月岡中学校となる。
- 1960年
  - 8月28日 - 技術家庭科教室竣工。
  - 10月1日 - 富山市立月岡中学校となる。
- 1976年10月10日 - グラウンド拡張工事完了。

## 校区
- 富山市立月岡小学校[4]

## 著名な出身者
- 福田佳緒理 - 元チューリップテレビ→現フリーアナウンサー